# Android 14
Android 14 és la catorzena versió principal i la 21a versió d'Android, el sistema operatiu mòbil desenvolupat per l'Open Handset Alliance liderada per Google. Va ser llançat al públic i al Projecte de codi obert d'Android (AOSP) el 4 d'octubre de 2023. Els primers dispositius que s'envien amb Android 14 són el Pixel 8 i el Pixel 8 Pro.

## Història
Android 14 (anomenat internament Upside Down Cake), es va anunciar el 8 de febrer de 2023. Immediatament es va publicar una vista prèvia del desenvolupador, així com un full de ruta amb les dates de les actualitzacions. Això contenia una altra vista prèvia per a desenvolupadors, que es va publicar el 8 de març així com quatre versions beta mensuals. La primera beta es va llançar el 12 d'abril, que va rebre una correcció a la Beta 1.1 el 26 d'abril La segona beta es va publicar el 10 de maig, que també va rebre una correcció a la Beta 2.1 el 25 de maig La tercera versió beta es va llançar el 7 de juny, arribant ara a l'estabilitat de la plataforma, que més tard va rebre una correcció a la Beta 3.1 el 14 de juny. La quarta versió beta es va publicar l'11 de juliol Android 14 en tenia 1 any, 1 mes, 2 setmanes i 5 dies entre el llançament d'Android 13 el 15 d'agost de 2022, superant la durada d'Android 9 - 10 d' 1 any i 4 setmanes.
Les versions beta estan disponibles per a dispositius Pixel amb actualitzacions garantides de la versió d'Android, Pixel 4a (5G) o dispositius més nous. Pixel 7a també pot provar Android 14 en versió beta des de la Beta 3. La Pixel Tablet i Pixel Fold han pogut provar Android 14 en versió beta des de la Beta 4.

## Característiques

### Experiència d'usuari
A partir de la nova opció afegida a Android 13 per configurar idiomes individualment per a les aplicacions, aquesta funció s'ha ampliat i és més fàcil d'implementar per als desenvolupadors. A més, s'ha afegit una nova "API d'inflexió gramatical" als usuaris de gènere segons el seu gènere gramatical preferit.
Android 14 oferirà la possibilitat d'augmentar la mida de la lletra fins a un 200% en comparació amb el 130% de les versions anteriors, combinat amb l'escala de tipus de lletra no lineal per evitar que els elements de text grans a la pantalla s'escalin massa grans, i ara és possible especificar la unitat de temperatura (Fahrenheit, Celsius o Kelvin) que s'hauria d'utilitzar en aplicacions.
El llenguatge de disseny Material You, introduït a Android 12 i complementat a Android 13, rep els colors predeterminats revisats a Android 14. Android 14 també introdueix opcions addicionals de personalització de la pantalla de bloqueig, com ara diversos estils de rellotge i temps.
Per als dispositius amb una pantalla més gran, com ara tauletes, la barra de tasques s'amplia a Android 14 i ara mostra els noms de les aplicacions fixades.
Android 14 permet configurar un telèfon com a càmera web quan es connecta a un ordinador o a un altre dispositiu Android.
Android 14 afegeix compatibilitat amb el nou format d'imatge Ultra HDR, per fer i mostrar fotos d'alt rang dinàmic amb càmeres i pantalles compatibles amb HDR. El format Ultra HDR és compatible cap enrere amb JPEG en pantalles de rang dinàmic estàndard.

### Vida de la bateria
Els processos del sistema Android són més eficients, cosa que millora la durada de la bateria. A més, ara hi ha l'opció de triar directament entre el mode d'estalvi de bateria i el mode d'estalvi de bateria extrem.
El temps de pantalla des de l'última càrrega completa ara es mostra a la configuració de la bateria. El consum de la bateria es mostra per separat del sistema i de les aplicacions d'usuari. Aquesta funció es va substituir amb el llançament d'Android 12 mostrant l'ús de la bateria durant les últimes 24 hores.